# شخصيات الكتاب المقدس التي لم تذكر في القرآن
شخصيات الكتاب المقدس في العقيدة الإسلامية يٌقصد بها الشخصيات التاريخية التي ورد ذكرها في التوراة وذكرت أيضًا في العقيدة الإسلامية. فهناك العديد من الشخصيات التي سماها الكتاب المقدس والتي وردت في القرآن أيضًا، في حين أن بعض الأسماء وردت ولم تُذكَر باسمها الصريح في القرآن، ولكن يشار لها في الأحاديث وكتب التفسير والأدب أو في السيرة النبوية. وذكرت شخصيات أخرى في أماكن أخرى من المراجع الإسلامية وفي السنة وأحاديث النبي محمد. وهذا سرد للشخصيات التي لم تذكر بالاسم في القرآن.

## العهد القديم

### قابيل وهابيل

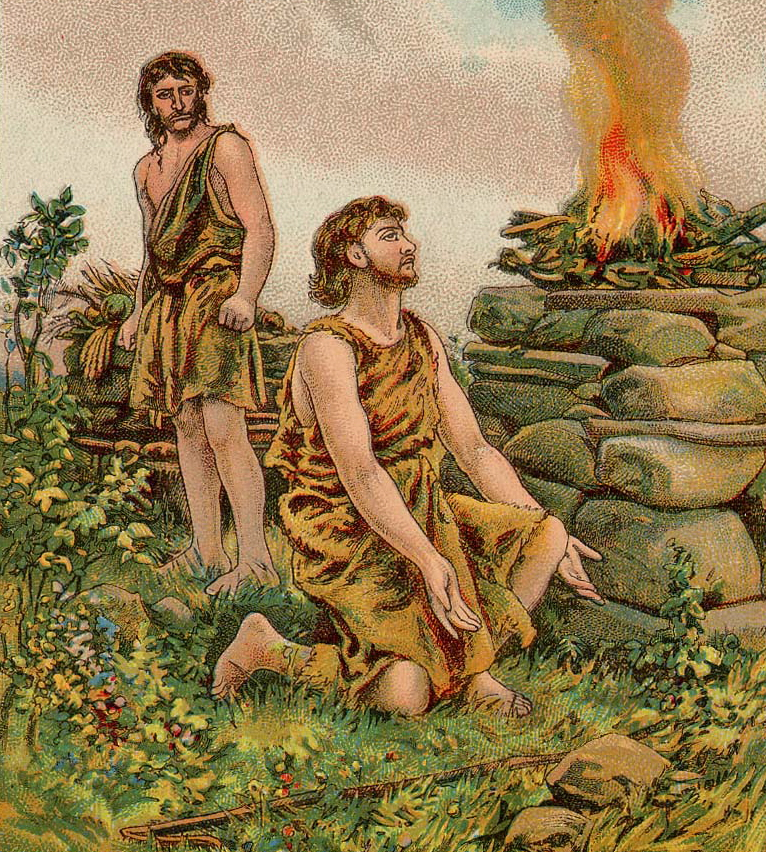
رسومات الكتاب المقدس توضح تقديم قابيل وهابيل لقرابينهم.

قابيل وهابيل يعتقد المسلمون أنهما اثنان من أول أبناء آدم وحواء. القصة التي وردت في القرآن: ﴿وَاتْلُ عَلَيْهِمْ نَبَأَ ابْنَيْ آدَمَ بِالْحَقِّ إِذْ قَرَّبَا قُرْبَانًا فَتُقُبِّلَ مِنْ أَحَدِهِمَا وَلَمْ يُتَقَبَّلْ مِنَ الْآخَرِ قَالَ لَأَقْتُلَنَّكَ قَالَ إِنَّمَا يَتَقَبَّلُ اللَّهُ مِنَ الْمُتَّقِينَ ۝٢٧﴾ [المائدة:27]  هي تقريبًا نفس السياق الذي ورد في التوراة، حيث تنص أن كلاً منهما على حدة قد قدَّم قرابين إلى الله، فتقبل الله قربان هابيل لأنه أكثر تقوى من أخيه. فأقدم قابيل على قتل أخيه بدافع الغيرة. وكانت هذه أول خطيئة على الإطلاق ارتكبت على الأرض. وبذلك يعد هابيل أول شهيد سقط على الإطلاق، وفي ترجمته للقرآن يعتبر يوسف علي أن هابيل نبيٌ مثل والده، ولكن هذا ليس شائعًا ولم يقل به أحد.

#### قصة قابيل وهابيل
كانا أول أبناء لآدم، وكان قابيل الابن الأكبر وهابيل الأصغر سنًا. كل واحد منهما قدم قربانًا إلى الله ولكن كان قربان هابيل هو المقبول فقط، لأن هذا الأخير كان من الصالحين وذا إيمان راسخ بالله.

##### قابيل يتحدث إلى هابيل
بعد تقديم القرابين، فإن قابيل - وكان من الأشرار - سخر من هابيل ونظر له بحسد وقال أنه سوف يقتله بالتأكيد. حذر هابيل قابيل بأن الله يحكم بالعدل وأنه يتقبل فقط تضحية الصالحين حسب أعمالهم. وقد ذهب أبعد من ذلك إذ أخبر قابيل أنه إذا أقدم قابيل على محاولة قتله، فإن هابيل لن يمد يده إلى أخيه ليقتله لأنه يخشى الله ولن يسلك مسلكه. ثم قال هابيل لقابيل أنه إذا قتله، فإنه سوف يتحمل ليس فقضحيتهه ولكن أيضا وزر خطايا ضحيته، ونتيجة لذلك، فإنه ستُغفر خطاياه نتيجة الظلم الذي عاناه وستزيد خطيئة القاتل حين جرى تحذيره. هابيل ذكر أخاه قابيل وحذره أن عقوبة القتل ستكون أنه سيمضي الآخرة في نار جهنم.

##### قابيل يقتل هابيل
ولم يكن لتوسل وموعظة البرئ هابيل أي تأثير على قابيل، لأنه كان مفعماً بالغطرسة والكبرياء والغيرة. فقام بقتل  هابيل البار في وقت لاحق، ولكنه وقد فعل ذلك فهو قد دمر نفسه، وأصبح من أولئك الذين خسروا أنفسهم. وهذا من شأنه أن يكون أقرب مثال على أن تلك كانت أول جريمة قتل لرجل صالح تجري على الأرض. وفي المستقبل، فإن العديد من الأشرار سيذبحون المؤمنين تبعا لتلك الجريمة الأولى.

##### العار لقابيل
مباشرة بعد حدوث عملية القتل، بعث الله غراباًِ خدش الأرض ليظهر لقابيل كيفية دفن جثة أخيه. قابيل، بدأ يشعر بالعار وتملكته اللعنة. وملأه الشعور بالذنب. وخيم خيال الجريمة واستحوذ على القاتل، حيث أدرك لاحقا كم هو مروع الإقدام على ذبح شخص ما، ومايزيد الشعور بالمرارة كون الضحية بريئاً وخالياً من الشرور، وصبغ قابيل بالحزن العميق، حيث لا توبة ولا رجعة.
[بحاجة لدقة أكثر]

#### خلق الرسالة
الله جعل من الواضح في القرآن الكريم أن قصة قابيل وهابيل كانت رسالة {مِنْ أَجْلِ ذَلِكَ كَتَبْنَا عَلَى بَنِي إِسْرَائِيلَ أَنَّهُ مَنْ قَتَلَ نَفْسًا بِغَيْرِ نَفْسٍ أَوْ فَسَادٍ فِي الأَرْضِ فَكَأَنَّمَا قَتَلَ النَّاسَ جَمِيعًا وَمَنْ أَحْيَاهَا فَكَأَنَّمَا أَحْيَا النَّاسَ جَمِيعًا وَلَقَدْ جَاءَتْهُمْ رُسُلُنَا بِالْبَيِّنَاتِ ثُمَّ إِنَّ كَثِيرًا مِنْهُمْ بَعْدَ ذَلِكَ فِي الأَرْضِ لَمُسْرِفُونَ} سورة المائدة:32.
تم اضطهاد جميع الأنبياء الذي أرسلوا منذ زمن آدم، حيث أهين بعض الرجال الصالحين، أو سبوا بطريقة أو بأخرى. ومع ذلك، ذهب الأشرار خطوة واحدة أبعد من ذلك، في محاولة قتلهم أو ضربهم. في القرآن الكريم {إِنَّ الَّذِينَ يَكْفُرُونَ بِآيَاتِ اللَّهِ وَيَقْتُلُونَ النَّبِيِّينَ بِغَيْرِ حَقٍّ وَيَقْتُلُونَ الَّذِينَ يَأْمُرُونَ بِالْقِسْطِ مِنَ النَّاسِ فَبَشِّرْهُم بِعَذَابٍ أَلِيمٍ (21) أُولَٰئِكَ الَّذِينَ حَبِطَتْ أَعْمَالُهُمْ فِي الدُّنْيَا وَالْآخِرَةِ وَمَا لَهُم مِّن نَّاصِرِينَ} (22) سورة آل عمران.". وتشمل الأمثلة التاريخية من القتلى الصالحين زكريا بن برخيا،  أوريا

### سارة

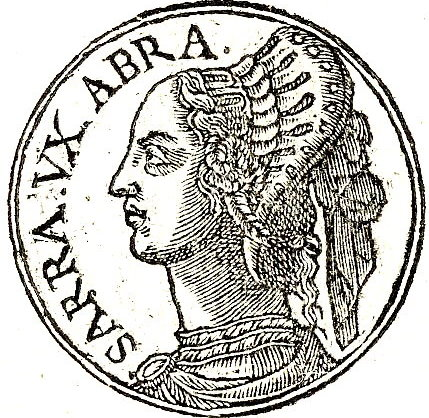
سارة، كما هى مبينة على برومبتيوراى إيكونوم إنساينيورام للرسام غيوم رولي

سارة (بالعربية: سارة، سارة)، زوجة النبي إبراهيم (إبراهيم) والدة النبي إسحاق حسب الرؤية الإسلامية (إسحاق) سارة هي امرأة شرفتها العقيدة الإسلامية. ووفقاً للاعتقاد الإسلامي، كانت أول زوجة لإبراهيم. بالرغم من عدم ذكرها بالاسم في القرآن، وقيل انه قد أشير إليها وألمح إلى جانب قصة زوجها. عاشت مع إبراهيم طوال حياتها، وعلى الرغم من أنها كانت عاقراً، لكن الله وعدها بولادة ابن نبي وحفيد نبي باسم يعقوب (يعقوب).

#### قصة سارة
لم يًرزق إبراهيم وسارة أطفالاً. إبراهيم، مع ذلك، كان يصلي باستمرار إلى الله ليرزقه ولدا. سارة، كونها عاقرا، فقد قدمت له في وقت لاحق خادمتها المصرية، هاجر (هاجر)، وإتخذها إبراهيم زوجة ثانية. هاجر حملت بإسماعيل (إسماعيل)، عندما كان إبراهيم قد بلغ 86 عاما،  الذي سوف يصبح نبياً من الله مثل والده.

##### ولادة إسحاق
وبعد ثلاثة عشر عاما، أعلن الله لإبراهيم، وكان قد بلغ من العمر مائة عام،  أن زوجه العاقر سارة سوف تلد إبنه الثاني، إسحاق، الذي من شأنه أيضا أن يكون نبيا من الرب. وعلى الرغم من أن القرآن لا يذكر سارة بالاسم، فإنه يذكر بوضوح بشارة ولادة إسحاق. القرآن يذكر أن سارة ضحكت عندما أعطتها الملائكة البشرى بولادة إسحاق، ربما كان هذا هو السبب في أن اسم إسحاق (باللغة العربية إسحاق) الجذر له يعنى «الضحك».
وَلَقَدْ جَاءَتْ رُسُلُنَا إِبْرَاهِيمَ بِالْبُشْرَىٰ قَالُوا سَلَامًا ۖ قَالَ سَلَامٌ ۖ فَمَا لَبِثَ أَنْ جَاءَ بِعِجْلٍ حَنِيذٍ

#### قبر سارة
ويعتقد المسلمون أن سارة قد دفنت في الحرم الإبراهيمي (المعروف من قبل المسلمين باسم مزار إبراهيم). المجمع، الذي يقع في المدينة القديمة من الخليل، وهو ثاني أقدس موقع لليهود (بعد جبل الهيكل في القدس) ويتم تقديسه، أيضا من قبل المسلمين والمسيحيين، وكلاهما لديه تقاليده التي تحافظ على أن الموقع هو مكان دفن ثلاثة أزواج من الكتاب المقدس: إبراهيم وسارة واسحق ورفقة، ويعقوب وليئة. على الرغم من أن اليهود بدلا من ذلك اعتقدوا أيضا أن يكون هذا هو مكان دفن لآدم وحواء، ولكن هذا الرأي لم يعتمد عادة من قبل المسلمين.

### بلعام

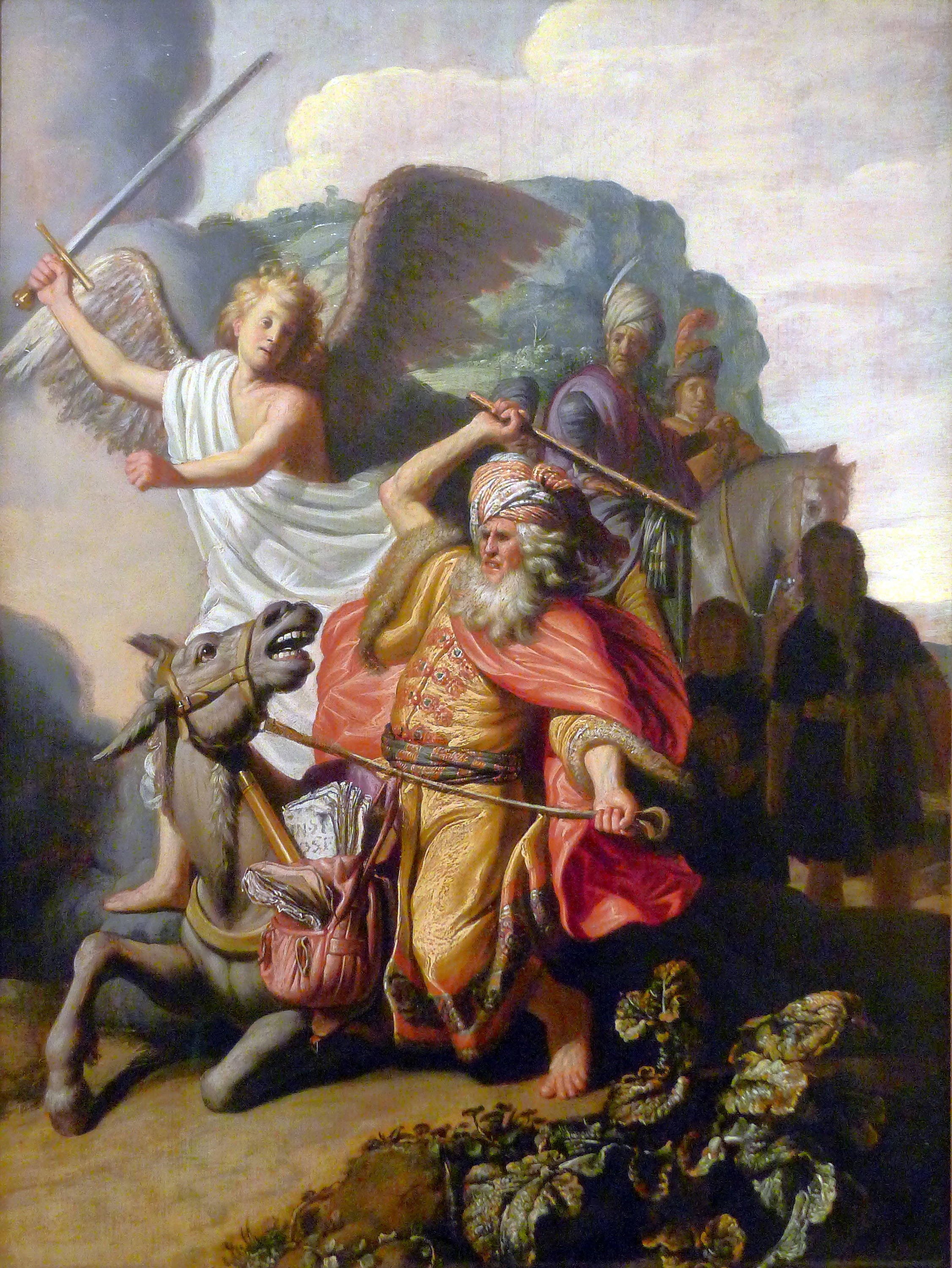
رامبرانت بلعام وحماره

في ما يخص بلعام في الإسلام، فمن المشكوك فيه جدا ما إذا كان هناك أي إشارة إلى بلعام في القرآن. معلقون الكلاسيكي قدماء أشاروا إليه ولكن مع تحفظات:
كثير من المعلقين المعاصرين، بما في ذلك عبد الله يوسف علي، مع ذلك، يشعر أن قصة بلعام كانت مختلفة وغير ذات صلة.

### إرميا
يعتبر ابن كثير إرميا (بالعربية: أرميا، Armaya ) يعتبره نبيا في الإسلام، على الرغم من أنه لم يرد ذكره في القرآن في كتابه قصص الأنبياء، يضع ابن كثير إرميا في القصص النبوي، جنبا إلى جنب مع الأنبياء الذين ذكروا في العهد القديم مثل دانيال، حزقيال وأشعياء. ويعتقد العلماء أن إرميا كان سليل لاوي، ابن يعقوب، الذي عاش في زمن مضطرب عندما كان هناك العديد من الأنبياء الكذبة الذين نشروا رسائل كاذبة.

### دانيال

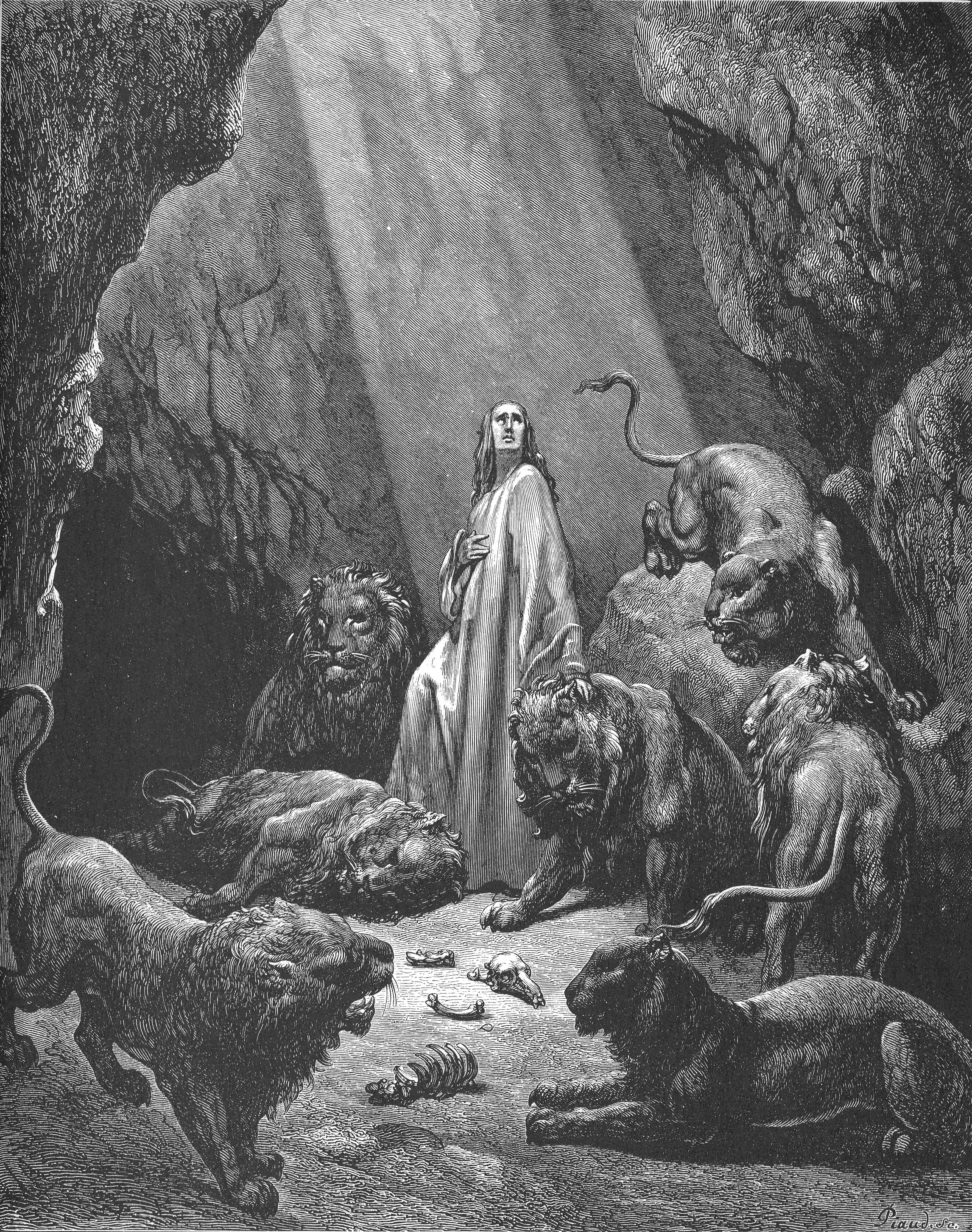
لوحة لغوستاف دور تظهر نقشا لدانيال في عرين الأسد

دانيال، ويعتبر تقليديا من قبل ابن كثير كونه نبيا، جنبا إلى جنب مع الأنبياء الكبار الآخرين الذين ذكروا في العهد القديم، وهم أشعياء وأرميا وحزقيال. على الرغم من أنهم لم يرد ذكرهم في القرآن، وهناك عدد قليل من الأحاديث التي تحمل اسمه والتي تشير إلى الزمن الذي أمضاه في جب الأسود. هناك نقاشات، مع ذلك، تذهب على نحو زمن بعث دانيال كنبي وبعض المسلمين يعتقدون أنه لم يكن نبياً بل رجل صالح.

#### قصة دانيال
وكان هو الذي بشر في العراق البابلي، يحض الناس على العودة إلى الله. عاش في عهد كورش، ويدرس هذا الأمير وحدة الله والدين الحق. الطبري يقول ("Chronique،" الترجمة الفرنسية لزوتنبرغ، ط 44) أن الآلاف من الناس الذين لقوا حتفهم في بلدة معينة من جراء الإصابة بوباء وقد أحياهم الله بعد ألف سنة بعد صلاة دانيال.
عندما أصبح دانيال نبياً من الله، جعله كورش رئيساً لكل مملكته من اجل انه قد يعلم الناس الدين الحق. طلب دانيال من الملك السماح له بالعودة إلى فلسطين وإعادة بناء الهيكل. كورش وافق على إعادة بناء الهيكل، ولكنه رفض السماح له بالذهاب، قائلا: «إذا كان لدى ألف من الأنبياء مثلك، يجب أن يكون كل منهم باقياً معي.» هناك تقليد آخر، ومفاده ان دانيال كان ملك إسرائيل بعد عودتهم من السبي.